# Neolasioptera mincae
Neolasioptera mincae är en tvåvingeart som beskrevs av Wunsch 1979. Neolasioptera mincae ingår i släktet Neolasioptera och familjen gallmyggor. Inga underarter finns listade i Catalogue of Life.